# GKD2型柴油机车
GKD2型柴油机车（GKD2）是中国铁路的柴油机车车型之一，主要用於调车编组以及小运转作业，由中国南车集团戚墅堰机车车辆厂设计，中国南车集团戚墅堰机车车辆厂和中国北车集团大连机车车辆有限公司生产，是东风11型、东风8B型内燃机车的系列产品。其名字中"GK"代表其为工矿系列机车。"D"代表其传动方式为电传动，以区分传统的液力传动的工矿机车，"2"为其型号。

## 发展历史
随着国民经济的持续增长以及国家对环境保护的日益重视，工矿企业用内燃机车代替原有蒸汽机车的进程不断加快，每年需要相当数量的调车内燃机车。此外，随着东风11、东风8B型内燃机车的市场份额不断扩大，铁路部门也有对280型柴油机系列调车机车的需求。为此，戚墅堰机车车辆厂于2000年初立项研制装用6280ZJ型柴油机的调车内燃机车，2000年底完成样车试制。2000年8月，原中国铁路机车车辆工业总公司将其定型为GKD2型调车内燃机车。该车主要用户包括巨化集团、淮化集团、南京化学工业园、戚墅堰机车车辆厂、鞍钢集团等。其车外形基于GK2C型内燃机车，而其他部分则基于东风11型及东风8B型研制。

### 7000系
戚墅堰机车车辆厂生产的GKD2型调车内燃机车是东风11、东风8B型内燃机车的系列产品，机车大量采用了东风11、东风8B型内燃机车、东风4型内燃机车及NZJ1型准高速内燃动车的成熟部件，尤其是东风11型内燃机车及NZJ1型准高速内燃动车上先进可靠的新型部件和新技术，如新型单元制动器、新型双圆弧正弦齿轮燃油泵、高低压电器柜正压通风等。并根据调车内燃机车的特点开发研制了调车机车微机控制系统及PLC控制系统。从而提高了机车可靠性和经济性。转向架通过采用橡胶堆串接滚子的复合旁承以及降低轴箱拉杆刚度等措施，能满足机车通过80m小半径曲线的要求。因此，GKD2型调车内燃机车是工矿企业及铁路调车作业较理想的牵引动力之一。其外形和戚墅堰机车车辆厂生产的GK2C型内燃机车一致，在生产时使用了7000系的号段。其中7001号机车在戚墅堰机车车辆厂测试后取代了原有的东风2型内燃机车作为戚墅堰机车车辆厂的调车机车使用。

### 9000系
大连机车车辆厂生产的GKD2型内燃机车采用了戚墅堰机车车辆厂设计的6280ZJ型柴油机，而外形则延伸自东风5B型内燃机车。其生产的GKD2型内燃机车使用9000系号段，主要供鞍山钢铁集团有限公司使用。

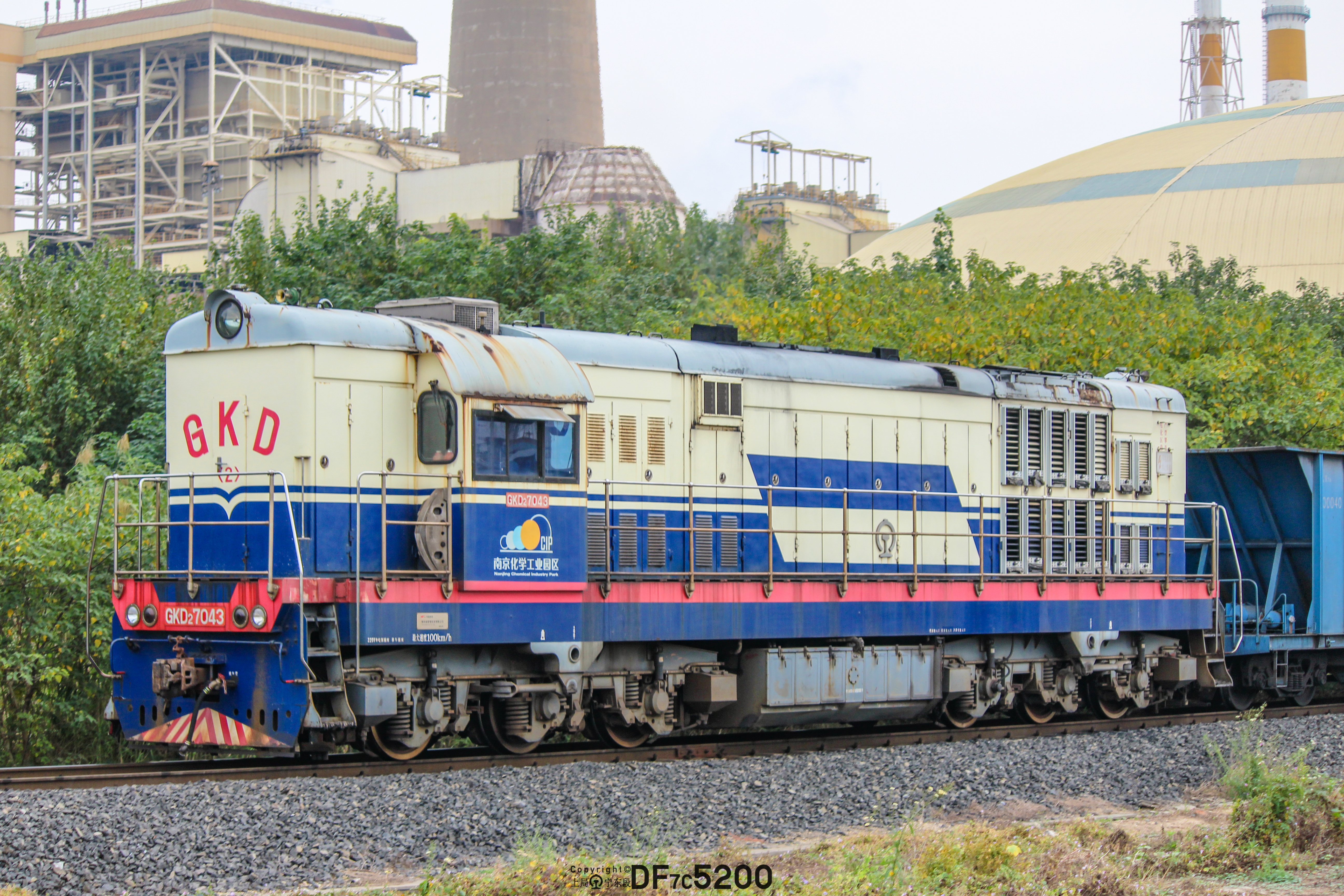
南京化学工业园购买的GKD2型内燃机车正在进行调车作业

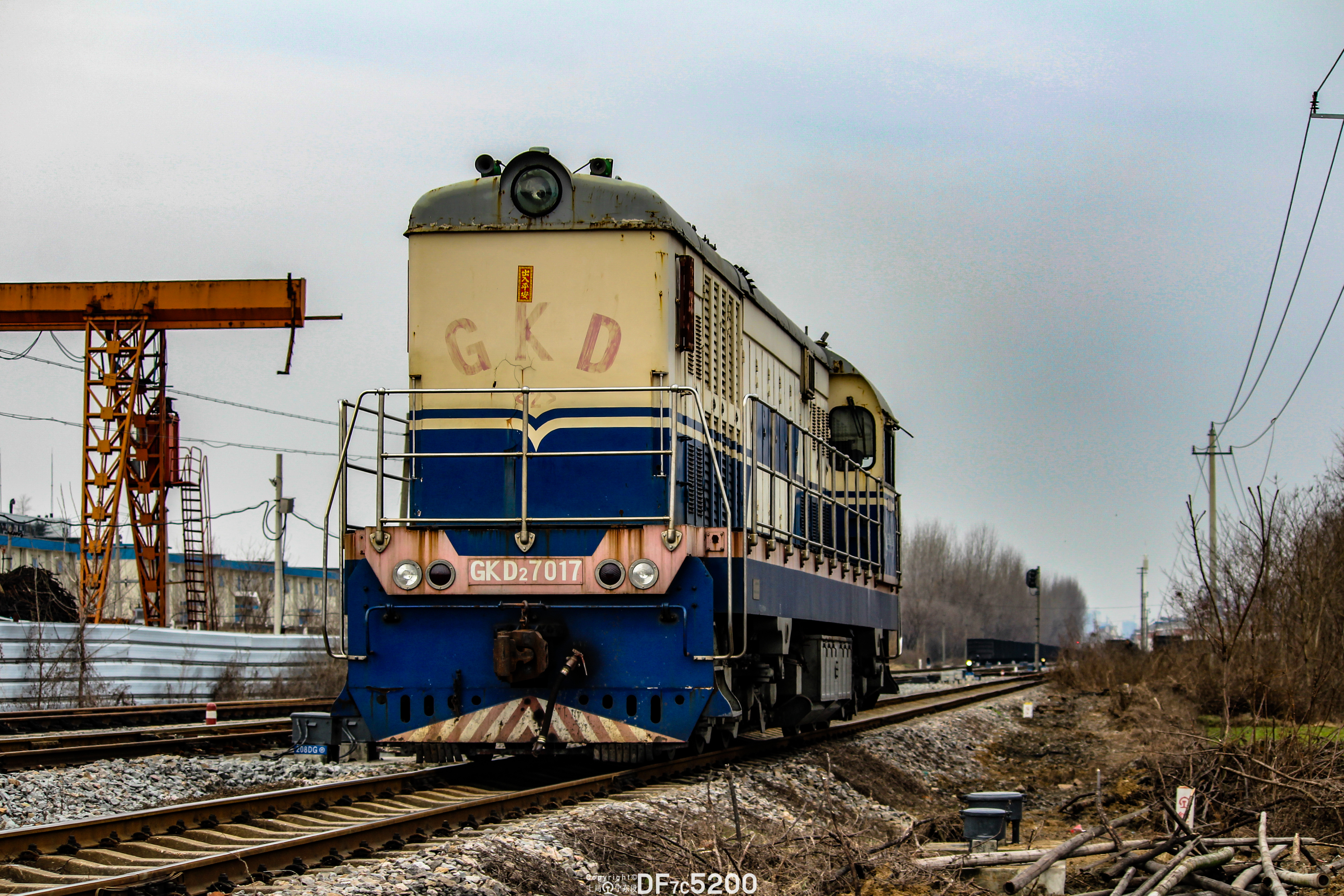
淮化集团的GKD2驶出望峰岗站

## 技术特点

### 总体布置
机车采用交-直流电传动，装用6280ZJ型柴油机、TQFR—3000型主发电机、ZQDR—410型牵引电动机，柴油机装车功率为1325kW，并采用微机控制，PLC控制及高、低压电器柜正压通风，单元制动器等新技术。机车最大运行速度为100km/h。机车分上、下两部分，上部为车体及安装在其上的设备，下部两端为转向架，中间为燃油箱。燃油箱左、右两侧为蓄电池箱。辅助室室内地板中间为空气压缩机—电机组。前间壁左、右两侧设有总风缸。后间壁上部左侧设有单塔式的风源净化装置，右侧设有工具箱;下部左、右两侧设有冷却室百页窗开启机构驱动箱。冷却室上部为V形的冷却装置，其上装有30组管片式铜散热器，夹角内装1只风扇。室内地板上设有静液压变速箱、前转向架牵引电动机通风机、静液压系统油水热交换器、制动系统的工作风缸。后间壁左侧设1只静液压传动油箱。动力室内设有柴油机-发电机组。柴油机-发电机组左侧设有机油泵、燃油预热器。柴油机-发电机组右侧设有燃油输送泵、燃油粗滤器及机油泵。在其左右两侧壁上设有增压空气滤清器。前间壁上部设有膨胀水箱，下部左右两侧分别设有机油滤清器、机油热交换器，中部设有测量仪表。电机室内设有起动变速箱、起动发电机、励磁机、测速发电机、后转向架牵引电动机及主硅整流柜通风机，通风机上方设有主硅整流柜。前壁左侧设有励磁整流柜，右侧下部设有制动阀类。后间壁右侧设微机柜。在司机室左前方设操纵台，操纵台上设有司机控制器、制动阀、微机显示屏、各类控制按钮及显示器。在右后方设工具箱，工具箱上设生活用电炉。座椅位置可根据需要进行调整。前间壁右侧下部设有灭火装置(内藏式安装)，中部设紧急制动阀。后间壁中间设有通往电气室的门，左侧设有1 扇小窗，司机打开小窗便可操作设在低压电器柜侧面的常用电气开关，并可通过窗上玻璃观察主要电气开关的工作状态。侧窗采用前后移动式铝合金窗。两侧窗下部设有电取暖器。顶部天花板上设有转页式风扇和日光灯，顶部还留有安装顶置式空调的接口。电气室主要布置了高、低压电器柜，左侧为低压柜，右侧为高压柜。车体为外走廊式车架承载式车体，四角设扶梯，四周设走台栏杆。司机室右前、左后开门通往两侧走道。司机室后端墙中间开门通电气室，以方便电器的维护和检修。除司机室外，其余各室侧墙上均有门，以方便机车的维修保养。此外，考虑到某些工矿企业厂房起吊高度不足，为了方便柴油机-发电机组的装拆，动力室侧墙为可拆卸式。在车架两侧侧梁上顶面与走台板间留有一空腔，用以布置管子和电线，使机车维修保养更为方便。各室内壁喷涂阻尼浆，达到隔热、吸震的作用。机车装用上作用式电力、内燃机车车钩及MT—3型车钩缓冲器。

### 柴油机
采用 6280ZJ 型柴油机，该柴油机是戚厂东风11 、东风8B型内燃机车上装用的 16V280ZJA 型柴油机的系列产品，为6 缸直列式、废气涡轮增压、增压空气中间冷却、直喷式、开式燃烧室的四冲程中速柴油机。主要零部件除机体、曲轴、凸轮轴外，其余与16V280ZJA 型柴油机的相同。机体用球墨铸铁整体铸造，曲轴用球墨铸铁铸造，活塞为钢顶铝裙组合活塞，连杆为并列连杆，增压器型号为VTC254-13/6 ，中冷器为管片式，冷却水泵为离心式，机油泵为齿轮式，油底壳为湿式。

### 转向架
机车走行部为两台相同的三轴转向架，轴式Co-Co。转向架是在东风8B型机车转向架基础上改进设计的。为了满足机车能通过80m小半径曲线的要求，对转向架主要进行了以下改进:旁承采用橡胶堆下面串联滚子的新结构。重新设计轴箱拉杆，以降低其刚度。转向架主要由构架、轴箱、轮对、旁承装置、牵引杆装置、牵引电动机悬挂装置和单元制动器基础制动装置等组成。构架是由左侧梁、右侧梁、前端梁、后端梁、前横梁、后横梁组成的全焊接"目"字型结构。轴箱采用无导框、弹性轴箱拉杆定位。它是用两个轴箱拉杆与构架弹性地连接，同时它通过轴箱轴承和轮对连接，起到轮对定位作用。轴箱装置是由轴箱体、滚动轴承、轴箱拉杆、一系弹簧、端盖、后盖、挡圈、挡体、定位盖等组成。轮对主要由车轮、车轴组成。旁承装置主要由四个橡胶堆串联滚子的复合旁承、二个横向减振器等组成。牵引杆主要用来传递转向架和车体之间的牵引力和制动力。机车牵引杆最大限度降低了牵引杆的高度，减小轴重转移，提高机车的粘着性能。牵引电动机悬挂装置采用东风4B型货运机车的滑动轴承抱轴悬挂结构。基础制动装置采用单元制动器，每台转向架装用6 只，闸瓦采用粉末冶金闸瓦。闸瓦间隙能自动调整，在运用中闸瓦间隙始终保持在设定的5～8mm范围内，重复性好。单元制动器主要由制动缸装配、箱体、杠杆、闸瓦间隙调整机构、闸瓦托、闸瓦撑、闸瓦及闸瓦托复位机构等组成。上述零部件通过箱体集成一个单元，具有效率高、工作可靠、重量轻、体积小、维护量少等特点。

## 参看
- 东风8B型柴油机车
- 东风5B型柴油机车
- 东风11型柴油机车
- GK2C型柴油机车